# Olympische Sommerspiele 2012/Teilnehmer (Mali)
| Gelbes Symbol für Goldmedaillen mit stilisierten Olympischen Ringen | Graues Symbol für Silbermedaillen mit stilisierten Olympischen Ringen | Braundes Symbol für Bronzemedaillen mit stilisierten Olympischen Ringen |
| ------------------------------------------------------------------- | --------------------------------------------------------------------- | ----------------------------------------------------------------------- |
| —                                                                   | —                                                                     | —                                                                       |

Mali nahm in London an den Olympischen Spielen 2012 teil. Es war die insgesamt zwölfte Teilnahme an Olympischen Sommerspielen. Vom Comité National Olympique et Sportif du Mali wurden sechs Athleten in vier Sportarten nominiert.
Fahnenträgerin bei der Eröffnungsfeier war die Leichtathletin Rahmatou Dramé.

## Teilnehmer nach Sportarten

### Judo
| Männer     |                   |                |          |    |
| Oumar Koné | Klasse bis 100 kg | Luciano Corrêa | 0002:102 | 17 |

### Leichtathletik
| Athleten       | Wettbewerb   | Vorlauf         | Vorlauf         | Halbfinale      | Halbfinale      | Finale          | Finale          | Rang |
| Athleten       | Wettbewerb   | Zeit            | Rang            | Zeit            | Rang            | Zeit            | Rang            | Rang |
| -------------- | ------------ | --------------- | --------------- | --------------- | --------------- | --------------- | --------------- | ---- |
| Frauen         |              |                 |                 |                 |                 |                 |                 |      |
| Rahmatou Dramé | 100 m Hürden | disqualifiziert | disqualifiziert | disqualifiziert | disqualifiziert | disqualifiziert | disqualifiziert | –    |
| Männer         |              |                 |                 |                 |                 |                 |                 |      |
| Moussa Camara  | 800 m        | 1:51,36 min     | 6               | ausgeschieden   | ausgeschieden   | ausgeschieden   | ausgeschieden   | 45   |

### Schwimmen
| Athleten             | Wettbewerb     | Vorlauf | Vorlauf | Halbfinale    | Halbfinale    | Finale        | Finale        | Rang |
| Athleten             | Wettbewerb     | Zeit    | Rang    | Zeit          | Rang          | Zeit          | Rang          | Rang |
| -------------------- | -------------- | ------- | ------- | ------------- | ------------- | ------------- | ------------- | ---- |
| Frauen               |                |         |         |               |               |               |               |      |
| Fatoumata Samassekou | 50 m Freistil  | 31,88 s | 62      | ausgeschieden | ausgeschieden | ausgeschieden | ausgeschieden | 62   |
| Männer               |                |         |         |               |               |               |               |      |
| Mamadou Soumare      | 100 m Freistil | 57,32 s | 52      | ausgeschieden | ausgeschieden | ausgeschieden | ausgeschieden | 52   |

### Taekwondo
| Athleten          | Wettbewerb        | Achtelfinale   | Achtelfinale | Viertelfinale             | Viertelfinale | Halbfinale     | Halbfinale | Hoffnungsrunde Halbfinale | Hoffnungsrunde Halbfinale | Match um Bronze   | Match um Bronze              | Finale        | Finale        | Rang |
| Athleten          | Wettbewerb        | Gegner         | Ergebnis     | Gegner                    | Ergebnis      | Gegner         | Ergebnis   | Gegner                    | Ergebnis                  | Gegner            | Ergebnis                     | Gegner        | Ergebnis      | Rang |
| ----------------- | ----------------- | -------------- | ------------ | ------------------------- | ------------- | -------------- | ---------- | ------------------------- | ------------------------- | ----------------- | ---------------------------- | ------------- | ------------- | ---- |
| Männer            |                   |                |              |                           |               |                |            |                           |                           |                   |                              |               |               |      |
| Daba Modibo Keïta | Klasse über 80 kg | Akmal Ergashev | 13:4         | François Coulombe-Fortier | 11:6          | Carlo Molfetta | 4:6        | –                         | –                         | Robelis Despaigne | 0:0 (Keïta nicht angetreten) | ausgeschieden | ausgeschieden | 4    |